# Władysław Szewczyk
Władysław Szewczyk (ur. 16 listopada 1939) – polski duchowny katolicki, filozof, psycholog i familiolog, założyciel tarnowskiej Poradni Specjalistycznej Arka i Telefonu Zaufania.

## Życiorys
Pochodzi z parafii Narodzenia NMP w Dobrkowie k. Pilzna. Wstąpił do Wyższego Seminarium Duchownego w Tarnowie, a po ukończeniu studiów teologicznych przyjął święcenia kapłańskie 29 czerwca 1963 roku z rąk abpa Jerzego Ablewicza. Po święceniach pracował jako wikariusz w parafii Nowy Wiśnicz. W 1964 roku został skierowany na studia z psychologii na Katolickim Uniwersytecie w Belgii. Po odmowie przez władze państwowe wydania paszportu, został następnie skierowany na studia z psychologii i filozofii teoretycznej na KUL (1965–1970), tam też odbył studium doktoranckie. Doktorat ze specjalizacją z zakresu psychologii klinicznej i osobowości obronił w 1975 roku. Ponadto odbył studia uzupełniające w 1988 roku w zakresie „pastoral counseling” na Catholic University of America w Waszyngtonie.
W latach 1970–1974 podjął obowiązki prefekta, a w latach 1974–1980 ojca duchownego w Wyższym Seminarium Duchownym w Tarnowie. Był wykładowcą psychologii, filozofii człowieka oraz psychologii pastoralnej w WSD w Tarnowie (1970-2015), WSD Redemptorystów w Tuchowie (1984–2000), WSD w Rzeszowie (1993–2012). W latach 1991–2014 pracował jako adiunkt na Uniwersytecie Kardynała Stefana Wyszyńskiego w Warszawie - Łomiankach w Instytucie Nauk o Rodzinie. Przez kilka lat był też wykładowcą w Seminarium Duchownym w Gródku na Ukrainie.
Założył dwuletnie Studium Rodziny i kręgi wspólnoty rodzin powstałe na bazie Studium Rodziny oraz wakacyjnych oaz rodzinnych. Opracował materiały dla Duszpasterstwa Rodzin powstałych pod inspiracją adhortacji Familiaris consortio, między innymi dwa „podręczniki” dla narzeczonych. Pełnił funkcję diecezjalnego duszpasterza rodzin (1980–1992), kierownika Sekretariatu IV Synodu Diecezji Tarnowskiej (1980–1985) oraz członka Komisji Episkopatu Polski ds. Rodzin, Polskiego Towarzystwa Psychologicznego, Polskiego Towarzystwa Pomocy Telefonicznej i Polskiego Towarzystwa Familiologicznego. W 1981 roku założył Poradnię Specjalistyczną Arka i Telefon Zaufania w Tarnowie. Dla potrzeb terapii małżonków zagrożonych kryzysem opracował nowatorski model „pięciu kroków” terapii. Natomiast dla potrzeb polskich rodzin, które wyemigrowały na pobyt stały, ks. Szewczyk opracował program szkoleniowy pt. „Pomagam sobie – Pomagam Innym” kształcący liderów, doradców rodzinnych pracujących w strukturach polonijnych. W latach 2007–2015 prowadził szkolenia przygotowujące świeckich do pracy pomocowej w poradniach przy polskich parafiach w Niemczech, Anglii i na Białorusi. Jest autorem programu tych szkoleń.
W 1992 roku otrzymał godność Kapelana Jego Świątobliwości.

## Odznaczenia
W 2021 roku został odznaczony przez Prezydenta Polski Krzyżem Kawalerskim Orderu Odrodzenia Polski za wybitne zasługi w pracy naukowo-badawczej i dydaktycznej, za osiągnięcia w pracy duszpasterskiej. W 2007 otrzymał Złoty Krzyż Zasługi. W 2023 otrzymał medal „Pro Polonia et Ecclesia” za zasługi w działalności na rzecz małżeństw i rodzin na emigracji.